# Hoctún
Hoctún es una localidad del estado de Yucatán, México, cabecera del municipio homónimo ubicada aproximadamente 53 kilómetros al sureste de la ciudad de Mérida, capital del estado y 19 km al suroeste de la ciudad de Izamal.

## Toponimia
El toponímico Hoctún significa en idioma maya el lugar donde se arranca la piedra, por derivarse de los vocablos hoc, arrancar y tun, piedra.  

## Datos históricos
Hoctún está enclavado en el territorio que fue la jurisdicción de Ah Kin Chel antes de la conquista de Yucatán.
Sobre la fundación de la localidad no se conocen datos precisos antes de la conquista de Yucatán por los españoles. Se sabe, sin embargo, que durante la colonia estuvo bajo el régimen de las encomiendas estando registrada la de Ángela de la Fleguera Castillo, con 269 indios a su cargo.
Después de la Independencia de Yucatán, la población estuvo integrada al Partido de Beneficios Bajos, con cabecera en Sotuta.
En 1918 se erigió en cabecera del municipio libre homónimo. 

## Sitios de interés turístico
En Hoctún hay un templo católico en el que se venera a San Lorenzo, construido en el siglo XVIII  y otro en honor a San Miguel Arcángel, del que no se tienen datos exactos acerca de su construcción, pero que existe desde la época colonial.
En las inmediaciones hay vestigios arqueológicos de la cultura maya precolombina.

Fachada principal de la Parroquia San Miguel Arcángel.

## Galería

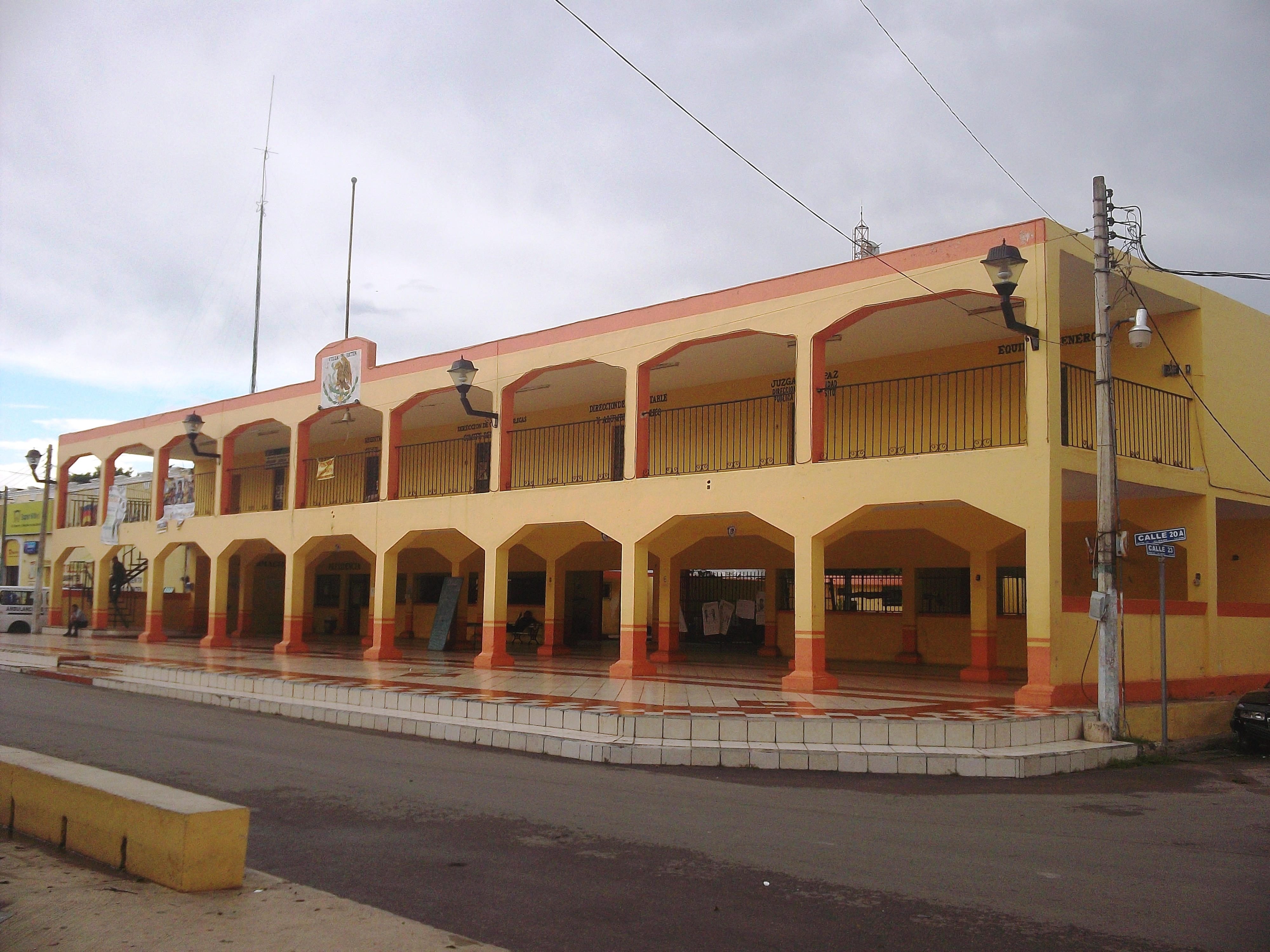
Palacio municipal de Hoctún.
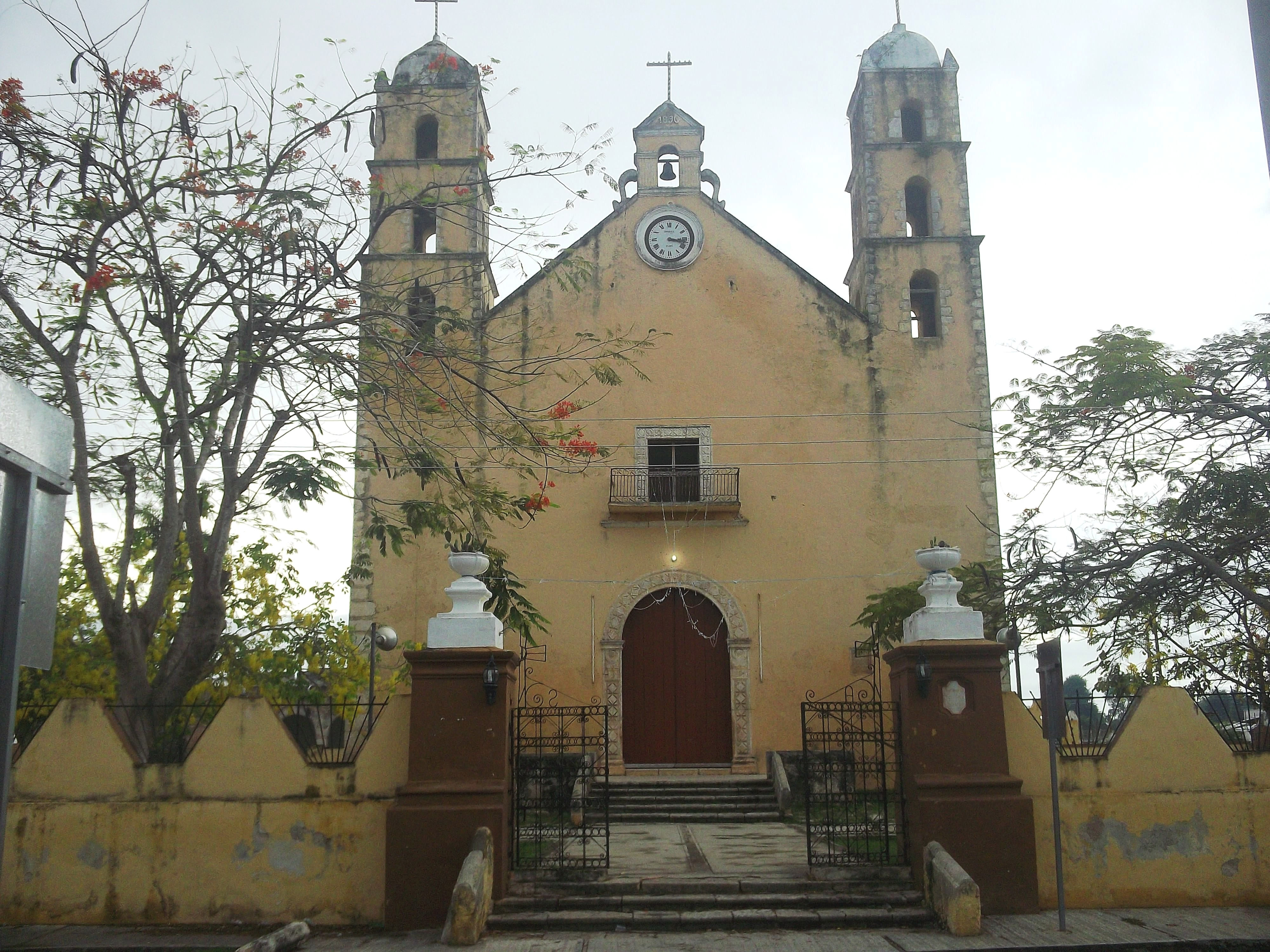
Iglesia principal de Hoctún.
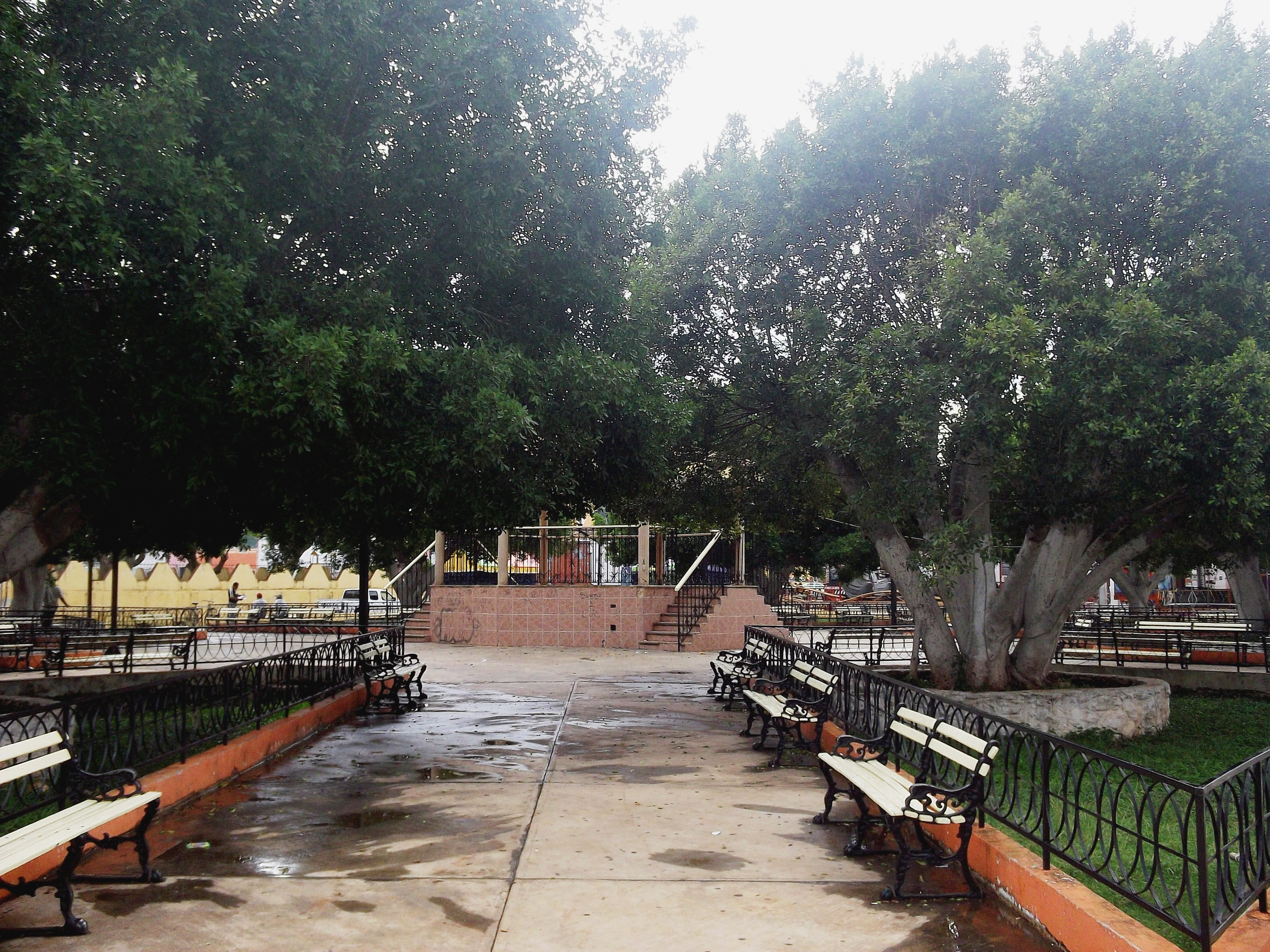
Parque principal de Hoctún.
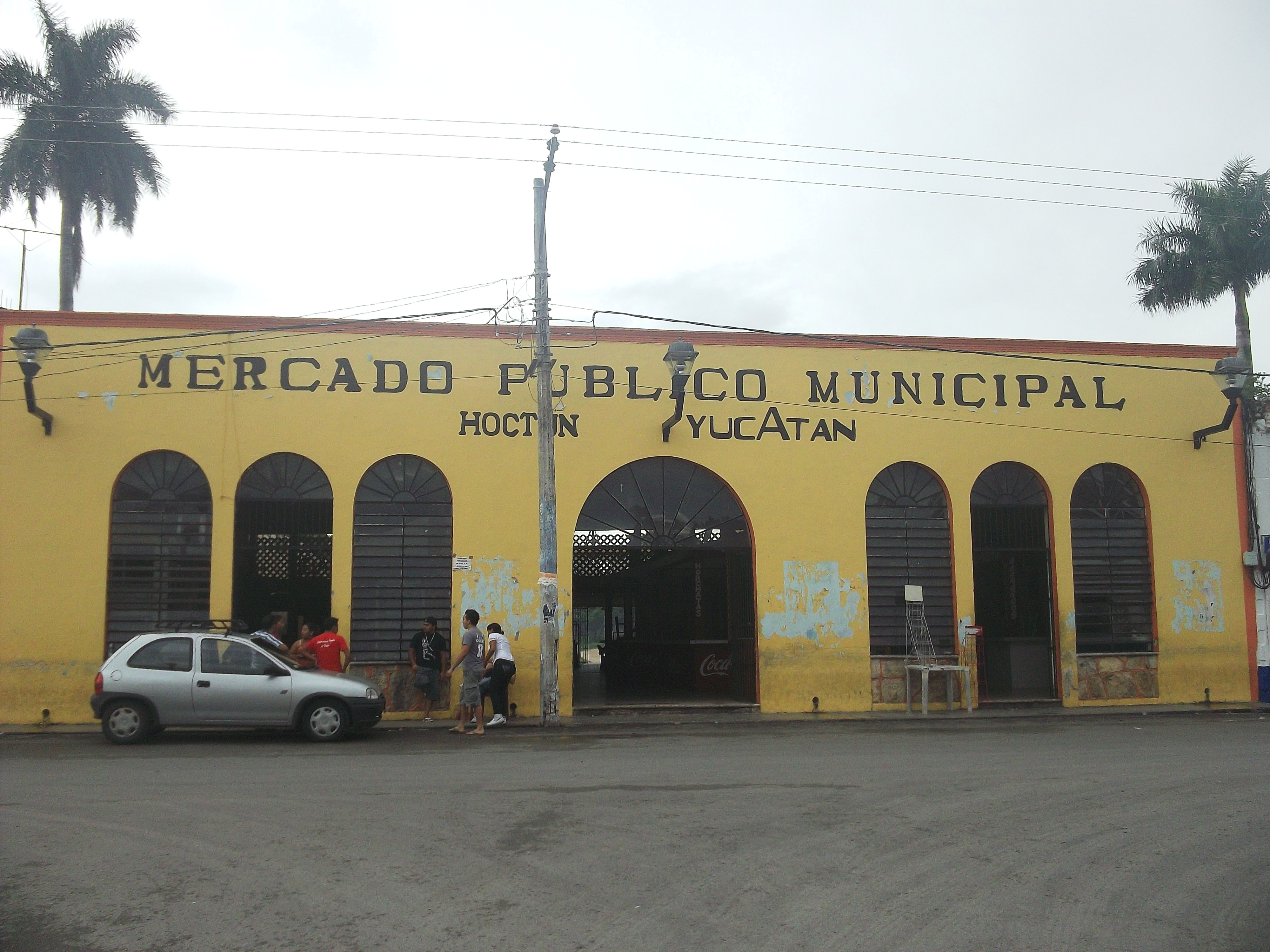
Mercado de Hoctún.
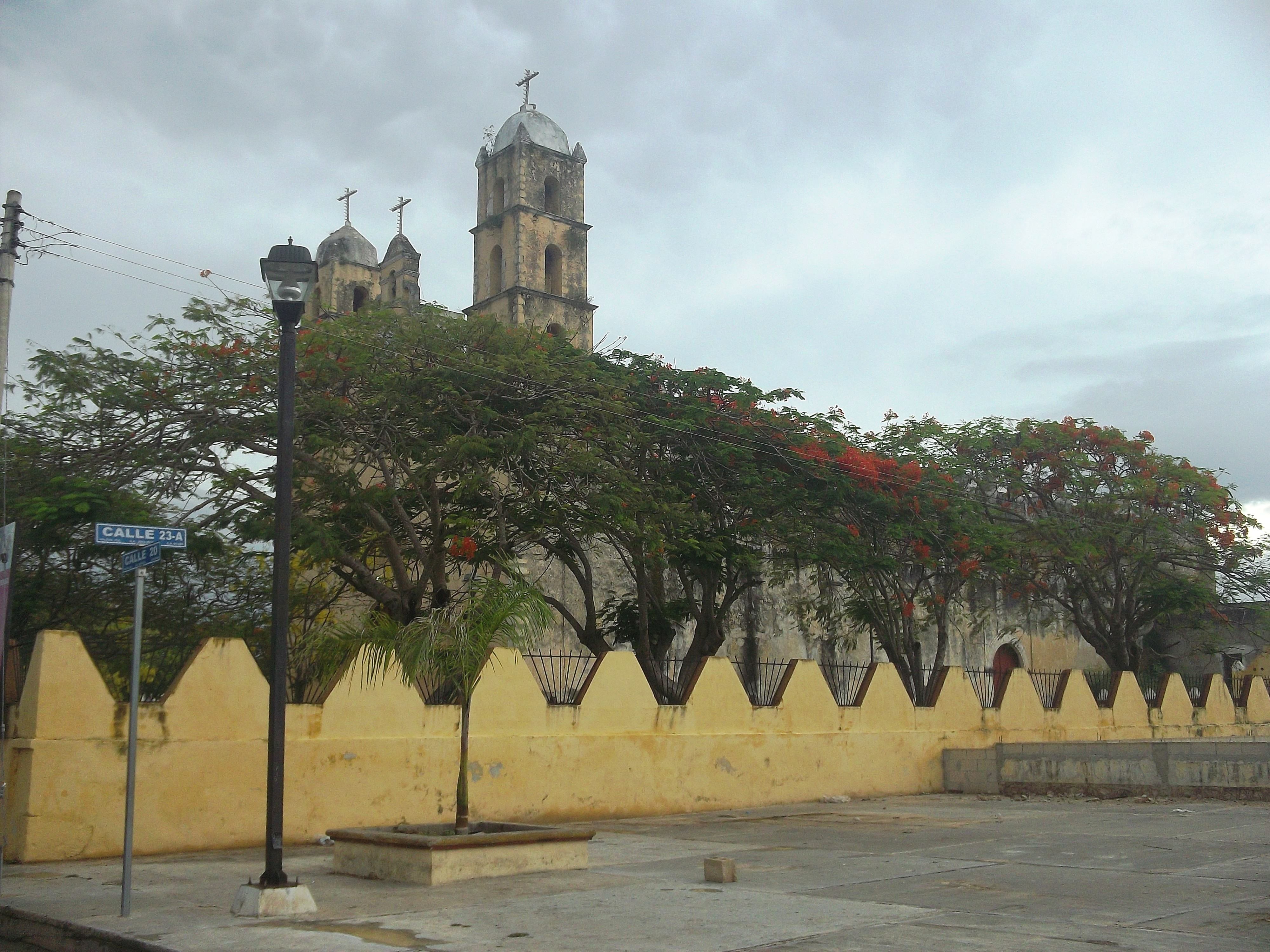
Iglesia principal de Hoctún.
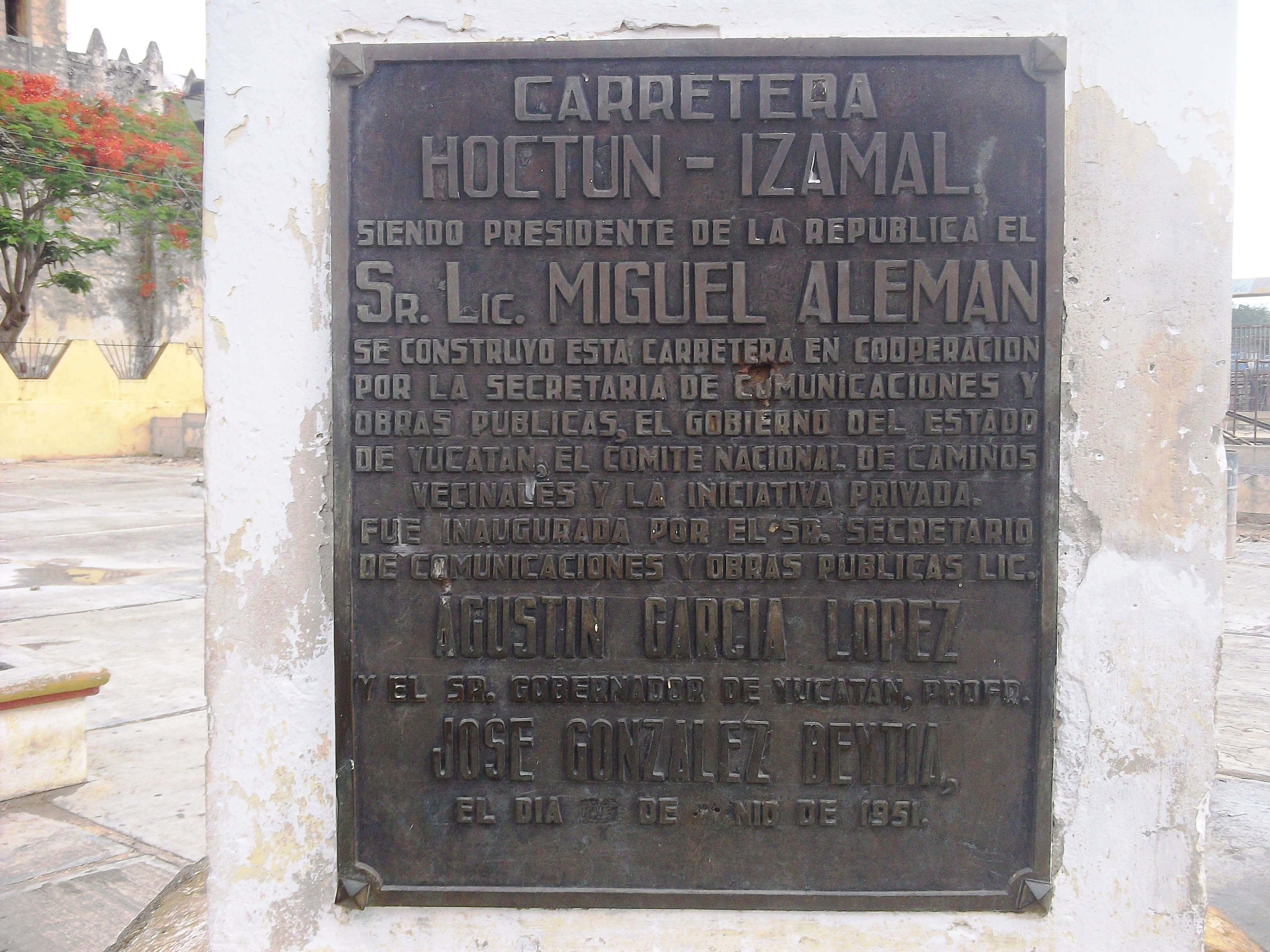
Carretera Hoctún-Izamal.